# Amtsbezirk Pöllau
Der Amtsbezirk Pöllau war zwischen 1853 und 1867 eine Verwaltungseinheit im Grazer Kreis in der Steiermark.
Der Amtsbezirk war der Kreisbehörde in Graz unterstellt und besorgte deren Amtsgeschäfte vor Ort. Die Zuständigkeit erstreckte sich neben Pöllau auf die Gemeinden Buchberg, Freyenberg, Hinteregg, Hofkirchen, St. Johann bei Herberstein, Köppelreith, Oberneuberg, Obersaifen, Obertiefenbach, Prätis, Rabenwald, Schönau, Siegersdorf, Stubenberg, Unterneuberg, Untertiefenbach, Vockenberg, Winkel, Winzendorf, Zail bei Pöllau und Zail bei Herberstein.